# Zarzeka (rejon szeptycki)
Zarzeka (ukr. Заріка) – wieś na Ukrainie w rejonie szeptyckim obwodu lwowskiego.
Do 2020 w rejonie sokalskim.

Do 2024 w rejonie czerwonogrodzkim.